# Masdevallia manchinazae
Masdevallia manchinazae är en orkidéart som beskrevs av Carlyle August Luer och Angel Andreetta. Masdevallia manchinazae ingår i släktet Masdevallia och familjen orkidéer. Inga underarter finns listade i Catalogue of Life.